# Evangelische Kirche Birnbach
Die Evangelische Kirche Birnbach im rheinland-pfälzischen Landkreis Altenkirchen zählt zu den ältesten romanischen Kirchen im Westerwald. Die erste urkundliche Erwähnung geht auf das Jahr 1131 zurück. Ursprünglich war die Kirche vermutlich St. Jakob geweiht, da die heute nicht mehr vorhandene größte Glocke aus dem Jahr 1512 die Inschrift „SENT JAKOB HEISSE ICH“ trug. Unter saynischer Herrschaft wurde die Kirche im Jahre 1561 eine lutherische Pfarrkirche. Heute gehört die Kirche der Kirchengemeinde Birnbach im Kirchenkreis Altenkirchen der Evangelischen Kirche im Rheinland.

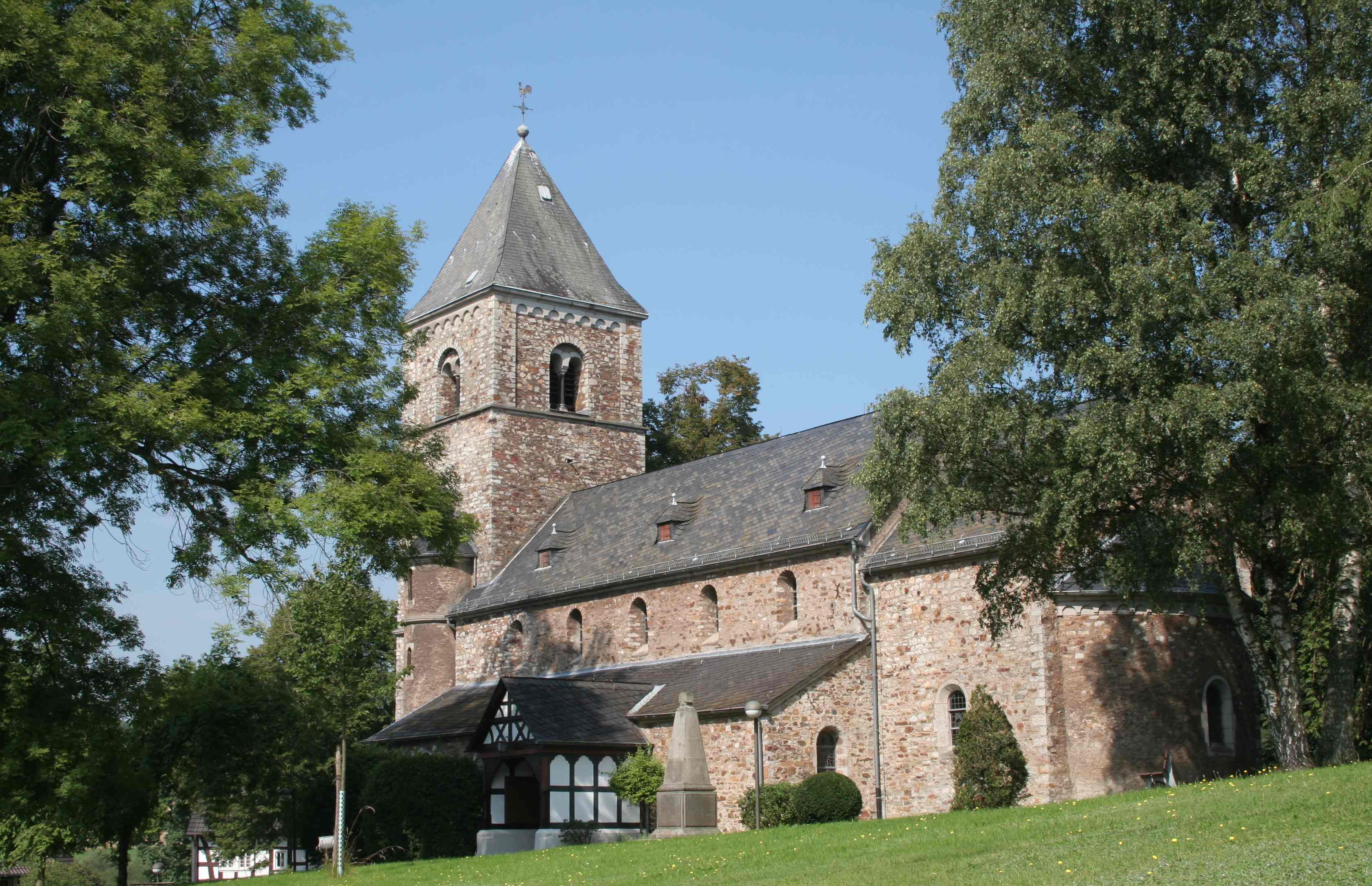
Evangelische Kirche in Birnbach

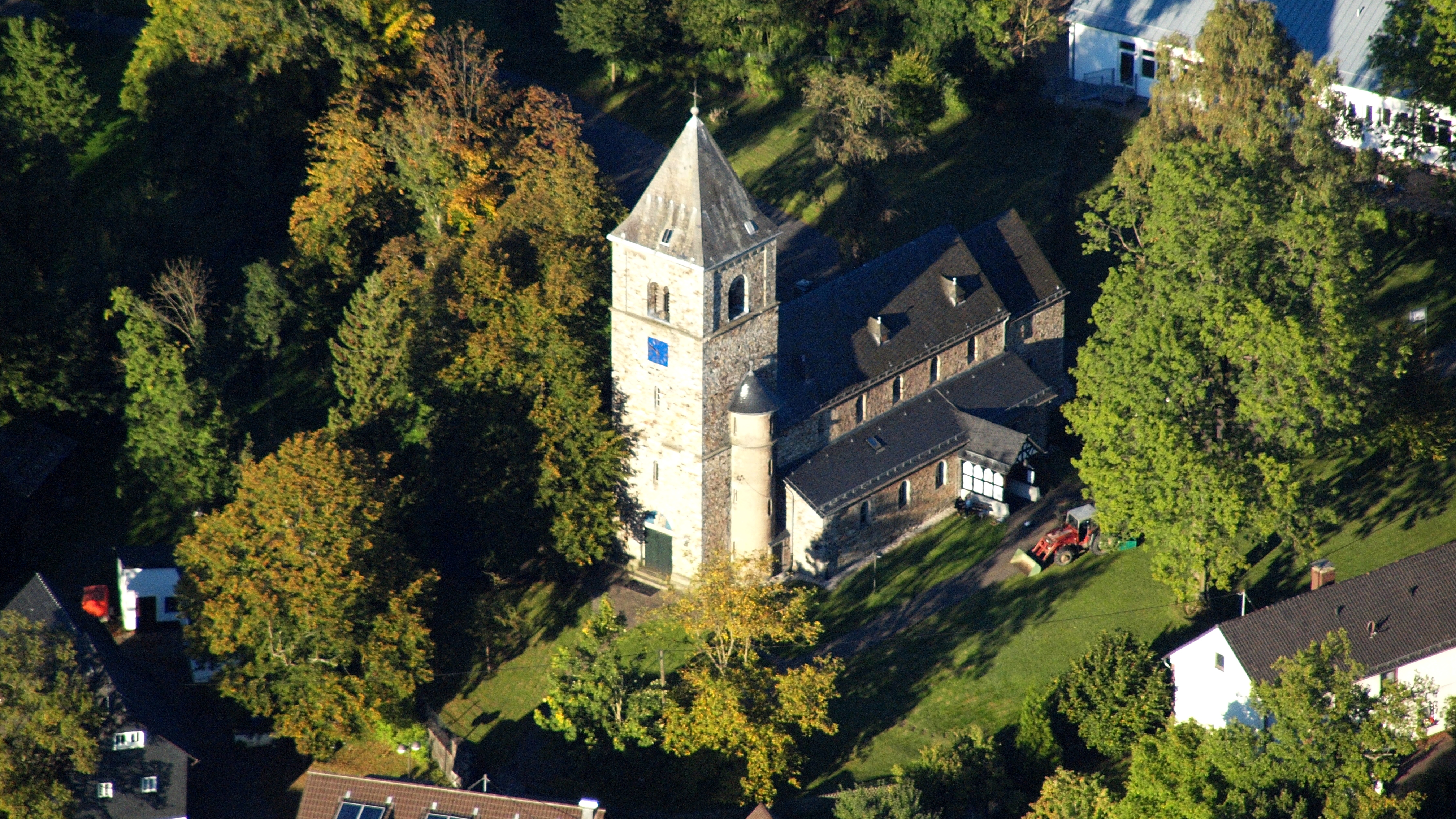
Birnbach, Evangelische Kirche, Luftaufnahme (2015)

## Geschichte

### Mittelalter
Die erste urkundliche Erwähnung einer Kirche in Birnbach datiert vom 31. März 1131 (nach anderen Quellen 21. März 1131), als in einer von Papst Innozenz II. in Lüttich ausgestellten Bestätigungsbulle die Güter des Bonner Cassius-Stifts aufgezählt wurden. In Birnbach hatte demnach das Cassius-Stift Rechte an einem Hof und der Kirche mit dem ganzen Zehnten (Curtim Berenbach et ecclesiam cum tota decima). Die Kirche und das Kirchspiel gehörten bis zur Reformation zum Landkapitel Auelgau zu Siegburg des Archidiakonates „St. Cassii“ zu Bonn in der Erzdiözese Köln.

### Das Kirchspiel Birnbach
Da Birnbach vom 15. bis zu Beginn des 17. Jahrhunderts auch Sitz eines (weltlichen) Kirchspielgerichts war, sind die damals schon eingepfarrten Ortschaften bekannt (die Jahreszahlen benennen die jeweils erste urkundliche Erwähnung in den Gerichtsurkunden):
Niederölfen (1430); Rimbach (1514); Hemmelzen, Neitersen und Wölmersen (1530 und 1556); Hottenseifen (1593); Acker, Birnbach, Fladersbach, Hasselbach, Hilkhausen, Leingen, Marenbach, Oberirsen, Oberölfen, Werkhausen und Weyerbusch, (1579 und um 1610).
Der Weiler Hottenseifen ist vermutlich im Dreißigjährigen Krieg untergegangen. Die Ortschaften Irlen, Ochsenbruch und Wiesplacken werden in den „Nassauischen Annalen“ als 1815 dem Kirchspiel zugehörend aufgeführt.

### Reformation
Im Jahre 1561 führte der Landesherr, Graf Adolf von Sayn (1538–1568; regierte 1560–1568) in seiner Grafschaft die Lutherische Reformation durch. Einer seiner Nachfolger, Graf Wilhelm von Sayn-Wittgenstein (1569–1623; regierte 1605–1623) führte 1605 die Reformierte Lehre calvinistischer Prägung ein. Der Birnbacher Pfarrer wurde vertrieben, der restliche aus der „katholischen Zeit“ verbliebene Schmuck, Altar und Taufstein aus der Kirche entfernt und der Innenraum weiß getüncht. Nachdem die Grafschaft Sayn-Hachenburg 1815 zu Preußen und zur Provinz Großherzogtum Niederrhein gekommen war, wurde die „Unierte Evangelische Kirche“ gegründet, eine Vereinigung des lutherischen und reformierten Bekenntnisses, zu der die Kirche Birnbach von 1820 an gehörte.

### Baugeschichte
Um das Jahr 1200 wurde eine hölzerne Kirche durch eine Steinkirche ersetzt, Teile dieser Kirche von etwa 1200 sind bis heute erhalten. Der südliche, in Fachwerk ausgeführte Vorbau (Seiteneingang), wurde im 17. Jahrhundert errichtet.
Am 22. Juni 1892 wurde durch Blitzeinschlag der Kirchturm und Teile des Dachs beschädigt. Der Kirchturm wurde niedergelegt und die offene Westseite des Langhauses zunächst provisorisch geschlossen. Zuerst trug man sich mit dem Gedanken, die Kirche insgesamt neu zu bauen, weil diese bereits vor dem Blitzeinschlag als baufällig galt. Nach einer großzügigen Spende des Elberfelder Fabrikanten Emil Weyerbusch, dessen Vorfahren aus Oberölfen stammten, entschloss man sich zu einem Wiederaufbau. Im Zusammenhang mit der Instandsetzung der zerstörten Teile wurde das Langhaus um ein fünftes Joch nach Westen hin erweitert und der Turm in der ursprünglichen Gestalt wieder aufgebaut. Bezüglich des Kirchturms mussten Zeichnungen aus der Erinnerung angefertigt werden. Auch die erhalten gebliebenen Teile der Kirche wurden erneuert und 1899 an der Nordostecke eine Sakristei angebaut. Die Renovierungsarbeiten wurden im Jahr 1900 abgeschlossen. Architekt war Ludwig Hofmann (1862–1933) aus Herborn.
Im Frühjahr 1945 wurden Mauerwerk, Fenster und Türen der Kirche durch Beschuss schwer beschädigt. Die ersten Reparaturen erfolgten in den Nachkriegsjahren, eine umfassende Restaurierung erfolgte Anfang der 1970er Jahre und wurde 1973 abgeschlossen. Im Jahre 2000 wurde die Kirche erneut renoviert.

### Kirchengemeinde
Die heutige Kirchengemeinde Birnbach ist Teil des Evangelischen Kirchenkreises Altenkirchen in der Evangelischen Kirche im Rheinland. Zur Kirchengemeinde gehören etwa 2.400 evangelische Christen die in den Ortsgemeinden Birnbach, Hasselbach, Hemmelzen, Oberirsen, Werkhausen, Weyerbusch und Wölmersen leben. In Birnbach unterhält die Kirchengemeinde ein Gemeindehaus und den Friedhof für die Ortsgemeinden Birnbach, Hemmelzen, Oberirsen und Wölmersen. Weiterhin unterhält die Kirchengemeinde in Weyerbusch ein Gemeindezentrum.

## Bau und Ausstattung

### Kirchengebäude
Nach dem Handbuch der Deutschen Kunstdenkmäler – Rheinland-Pfalz, Saarland gehört die Kirche in Birnbach zu einer Gruppe schlichter romanischer Landkirchen, die sich rechtsrheinisch vom Oberbergischen bis zum Westerwald erstrecken.
Das Kirchengebäude ist eine querhauslose, dreischiffige, flachgedeckten Pfeilerbasilika mit ungegliedertem Westturm, quadratischem Chor und halbrunder Apsis. Am Turm befindet sich außen eine sogenannte Treppenschnecke. Das Fachwerkportal auf der Südseite trägt die Jahreszahl 1687. Das Mauerwerk der Kirche ist aus unverputzten Bruchsteinen ausgeführt, der Turm und das Satteldach des Langhauses sind mit Schiefer gedeckt. In der Außenwand sind mehrere Grabsteine aus dem 18. Jahrhundert eingemauert. Über dem Haupteingang befindet sich eine Darstellung des Moses mit den Gebotstafeln.
Das Innere der Kirche ist schlicht, die barocke Holzkanzel wurde um 1680 von einem heimischer Meister geschaffen.

### Orgel
Die erste Orgel in Birnbach wurde 1775 angeschafft, es war eine „gebrauchte Orgel“ die vorher in der evangelischen Kirche in Neunkirchen im Siegerland stand und um 1660 von einem unbekannten Orgelbauer geschaffen wurde. Um 1800 war diese Orgel nicht mehr funktionstüchtig. 1805 wurde die zweite, größere Orgel angeschafft, die um 1900 im Zusammenhang mit der Renovierung der Kirche durch eine dritte Orgel ersetzt wurde. Die heutige Orgel ist somit die Vierte.
Das auf der Empore stehende Instrument wurde 1985 vom Hamburger Unternehmen Rudolf von Beckerath Orgelbau unter Einbeziehung des über 300 Jahre alten Orgelprospektes einer früheren Orgel geschaffen. Die Orgel hat 19 Register und insgesamt 1240 Pfeifen, die längste ist 2,40 m lang und etwa 18 kg schwer.
| I Hauptwerk C–g3 |           |        |
| 1.               | Prinzipal | 8′     |
| 2.               | Rohrflöte | 8′     |
| 3.               | Oktave    | 4′     |
| 4.               | Gemshorn  | 4′     |
| 5.               | Nasat     | 2 ⁄3′  |
| 6.               | Oktave    | 2′     |
| 7.               | Terz      | 1 3⁄5′ |
| 8.               | Mixtur IV | 1 ⁄3′  |
|                  | Tremulant |        |

| II Schwellwerk C–g3 |            |       |
| 9.                  | Gedackt    | 8′    |
| 10.                 | Prinzipal  | 4′    |
| 11.                 | Blockflöte | 4′    |
| 12.                 | Flöte      | 2′    |
| 13.                 | Quinte     | 1 ⁄3′ |
| 14.                 | Scharf III | 2⁄3′  |
| 15.                 | Cromorne   | 8′    |
|                     | Tremulant  |       |

| Pedal C–f1 |           |     |
| 16.        | Subbaß    | 16′ |
| 17.        | Offenbaß  | 8′  |
| 18.        | Choralbaß | 4′  |
| 19.        | Fagott    | 16′ |

- Koppeln: II/I, I/P, II/P